# Николь, Эрика и Жаклин Дам

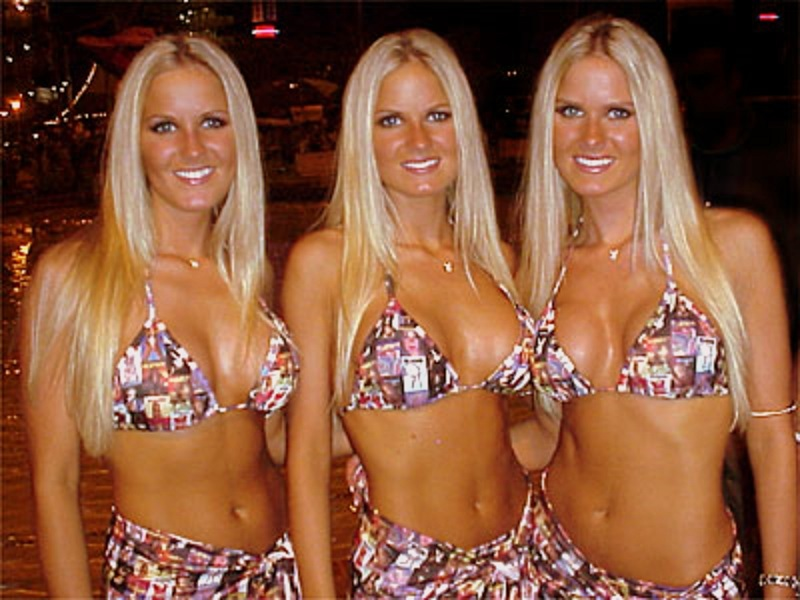
Сёстры Дам

Нико́ль Дам-Ке́лли (англ. Nicole Dahm-Kelly), Э́рика Эли́забет Дам-Макгро́у (англ. Erica Elizabeth Dahm-McGraw) и Жакли́н Дам-До́лан (англ. Jaclyn Dahm-Dolan; род. 12 декабря 1977, Миннеаполис, штат Миннесота) — американские фотомодели и актрисы, являющиеся сёстрами-тройняшками, ставшие Playmate мужского журнала «Playboy» в декабре 1998 года и родившиеся именно в таком порядке.

## Личная жизнь

### Николь
С 1 апреля 2009 года она замужем за Майклом Келли, с которым она встречалась семь лет до свадьбы. У супругов есть двое детей — дочь Шарлиз Элизабет Келли (род. 14.01.2010) и сын Ченнинг Майкл Келли (род. в декабре 2012).

### Эрика
С 12 августа 2006 года замужем за Джеем Макгроу, с которым она встречалась три года до свадьбы. У супругов есть двое детей — дочь Эйвери Элизабет Макгроу (род. 18.03.2010) и сын Лондон Филлип Макгроу (род. 01.09.2011).

### Жаклин
С 2002 года Жаклин замужем за Уильямом Тейтом Доланом. У супругов есть двое детей — дочь Шанель Элизабет Долан (род. 03.02.2010) и сын Джаггер Долан (род. 03.11.2013).